# Genova 1893 Circolo del Calcio 1934-1935
Questa voce raccoglie le informazioni riguardanti il Genova 1893 Circolo del Calcio nelle competizioni ufficiali della stagione 1934-1935.

## Stagione
Nella Serie B 1934-1935 si piazzò al primo posto finale, divenendo il campione di categoria e promosso in Serie A.

## Divise
La maglia per le partite casalinghe presentava i colori attuali.

## Organigramma societario
Area direttiva
- Presidente della Consulta: Alfredo Costa
- Vicepresidente: Juan Culiolo[1]
- Direttorio: Costa, Culiolo, Foppiano, Santamaria[2]

Area tecnica
- Allenatore: Vittorio Faroppa, sostituito da Renzo De Vecchi
- Viceallenatore: Carlo Carcano

## Rosa
| N. |                      | Ruolo | Calciatore          |
| -- | -------------------- | ----- | ------------------- |
|    | Italia (bandiera)    | P     | Manlio Bacigalupo   |
|    | Italia (bandiera)    | D     | Adolfo Dusi         |
|    | Italia (bandiera)    | D     | Amilcare Gilardoni  |
|    | Italia (bandiera)    | D     | Luigi Poggi         |
|    | Argentina (bandiera) | D     | Juan Pratto         |
|    | Italia (bandiera)    | D     | Renato Vignolini    |
|    | Italia (bandiera)    | C     | Ermelindo Bonilauri |
|    | Italia (bandiera)    | C     | Alessandro Ciferri  |
|    | Argentina (bandiera) | C     | Juan Esposto        |
|    | Italia (bandiera)    | C     | Berardo Frisoni     |
|    | Italia (bandiera)    | C     | Francesco Godigna   |

| N. |                      | Ruolo | Calciatore             |
| -- | -------------------- | ----- | ---------------------- |
|    | Italia (bandiera)    | C     | Alberto Macchi         |
|    | Italia (bandiera)    | C     | Libero Marchini        |
|    | Argentina (bandiera) | C     | Rodolfo Orlandini      |
|    | Italia (bandiera)    | C     | Valentino Sala         |
|    | Italia (bandiera)    | A     | Orio Baccarini         |
|    | Italia (bandiera)    | A     | Giuseppe Carlo Ferrari |
|    | Italia (bandiera)    | A     | Renzo Gobbi            |
|    | Argentina (bandiera) | A     | Julio Libonatti        |
|    | Italia (bandiera)    | A     | Eugenio Mura           |
|    | Italia (bandiera)    | A     | Carlo Rosa             |
|    | Italia (bandiera)    | A     | Giuseppe Scategni      |

## Risultati

### Girone di andata
| Arbitro: | Casati (Como) |

|  |           |                          |
|  | Marcatori | 22’ Marchini 46’ Ciferri |

| Arbitro: | Cardinali (Milano) |

|                   |           |  |
| Marchini 29’, 69’ | Marcatori |  |

| Arbitro: | Salvagno (Trieste) |

|                              |           |  |
| Colli 46’ (rig.) Mariani 38’ | Marcatori |  |

| Arbitro: | Pirovano (Monza) |

|              |           |  |
| Scategni 13’ | Marcatori |  |

| Novara 4 novembre 1934 5ª giornata | Novara       | 0 – 0 | Genova 1893 | Stadio del Littorio\| Arbitro: \| Sassi (Roma) \| |
| Arbitro:                           | Sassi (Roma) |       |             |                                                   |

| Arbitro: | Marsciani (Modena) |

|                                   |           |  |
| Baccarini 63’, 71’ Gobbi 80’, 83’ | Marcatori |  |

| Arbitro: | Gonani (Ravenna) |

|  |           |             |
|  | Marcatori | 25’ Ferrari |

| Arbitro: | Dellarole (Vercelli) |

|                       |           |           |
| Ciferri 40’ Gobbi 66’ | Marcatori | 47’ Boffi |

| Arbitro: | Bertone (Bassano del Grappa) |

|            |           |                  |
| Rivolo 14’ | Marcatori | 75’ (rig.) Poggi |

| Arbitro: | De Jurco (Trieste) |

|                                         |           |  |
| Poggi 28’ Gobbi 32’ Marchini 60’ (rig.) | Marcatori |  |

| Arbitro: | Caironi (Milano) |

|                                 |           |                    |
| Poggi 5’ Gobbi 16’ Scategni 18’ | Marcatori | 65’ (rig.) Bedendo |

| Arbitro: | Mattea (Torino) |

|              |           |                   |
| Sabatini 36’ | Marcatori | 69’, 72’ Scategni |

| Arbitro: | Pasinato (Venezia) |

|                               |           |  |
| Libonatti 9’ Poggi 87’ (rig.) | Marcatori |  |

| Arbitro: | Mastellari (Bologna) |

|                       |           |              |
| Del Bianco 76’ (rig.) | Marcatori | 67’ Scategni |

| Arbitro: | Pecchiura (Torino) |

|              |           |  |
| Scategni 40’ | Marcatori |  |

### Girone di ritorno
| Arbitro: | Bettucchi (Bologna) |

|                                                  |           |                  |
| Libonatti 40’ Ferrari 44’ Marchini 45’ Gobbi 82’ | Marcatori | 38’, 63’ Luraghi |

| Arbitro: | Casati (Como) |

|  |           |                  |
|  | Marcatori | 12’ (rig.) Poggi |

| Arbitro: | Carletti (Ancona) |

|  |           |            |
|  | Marcatori | 78’ Antona |

| Arbitro: | Turbiani (Ferrara) |

|  |           |            |
|  | Marcatori | 53’ Macchi |

| Arbitro: | Ghetti (Modena) |

|                  |           |                 |
| Galli 42’ (aut.) | Marcatori | 21’, 87’ Romano |

| 31 marzo 1935 21ª giornata | Pavia | – | Genova 1893 |  |

| Arbitro: | Carnevali (Roma) |

|                                                          |           |               |
| Scategni 27’ Giubasso 47’ (aut.) Gobbi 67’ Libonatti 90’ | Marcatori | 34’ Marchisio |

| Arbitro: | Bonivento (Venezia) |

|              |           |                                             |
| Boffi 5’, 6’ | Marcatori | 31’ Gobbi 75’ Libonatti 79’ (rig.) Scategni |

| Arbitro: | Piccoli (Torino) |

|              |           |              |
| Libonatti 7’ | Marcatori | 77’ Galluzzi |

| Arbitro: | Dattilo (Roma) |

|                       |           |              |
| Re 44’, 46’ Gerbi 66’ | Marcatori | 52’ Scategni |

| Arbitro: | Gonani (Ravenna) |

|                   |           |                        |
| Nicolosi 32’, 81’ | Marcatori | 82’ Libonatti 85’ Sala |

| Arbitro: | Marsciani (Modena) |

|               |           |           |
| Frisoni I 75’ | Marcatori | 32’ Comar |

| Arbitro: | Scorzoni (Bologna) |

|               |           |           |
| Fasanelli 50’ | Marcatori | 48’ Gobbi |

| Arbitro: | Gianni (Pisa) |

|                         |           |  |
| Libonatti 73’ Gobbi 78’ | Marcatori |  |

| Arbitro: | Bennati (Taranto) |

|           |           |  |
| Cerri 24’ | Marcatori |  |